# Ghiaccio IX
Il ghiaccio IX è una forma solida di acqua stabile a temperature al di sotto di 140 K e a pressioni tra 200 e 400 MPa (2000÷4000 atm). Ha un reticolo cristallino tetragonale e una densità di 1,16 g/cm³, 26% più elevata del ghiaccio comune. Si forma raffreddando il ghiaccio III da 208 K a 165 K (rapidamente, per evitare la formazione del ghiaccio II). La sua struttura è identica al ghiaccio III a parte l'avere i protoni ordinati.
Il comune ghiaccio d'acqua è noto come ghiaccio Ih (nella nomenclatura di Bridgman). Diversi tipi di ghiaccio, dal ghiaccio II al ghiaccio XV, sono stati creati in laboratorio a diverse temperature e pressioni.

## Nelle opere di fantasia
Il ghiaccio-nove è un materiale immaginario inventato dallo scrittore Kurt Vonnegut nel suo romanzo omonimo del 1963 (il cui titolo originale era Cat's Cradle). Il materiale in questione è diverso e non ha le stesse proprietà del vero ghiaccio IX polimorfo.